# The Sims Life Stories
The Sims Life Stories je prva igra iz The Sim Stories serija. Ostale videoigre iz te serije su The Sims Pet Stories i The Sims Castaway Stories. Utemeljena je, kao i ostale igre iz The Sim Stories serija prema igri The Sims 2.

## Opis
Igra se sastoji od tri dijela: Riley's Story (Riliyina priča), Vincent's Story (Vincentova priča) i Free Play (Slobodna igra). U Free Play dijelu je moguće kreirati obitelj ili igrati s nekom postojećom, i u tom dijelu nema određenog cilja. Način igre u Free Play dijelu jednak je kao i u The Sims 2.
U Free Play dijelu igra se može započeti s najviše 4 Simsa, i mora imati barem jednu odraslu osobu koja će biti odgovorna za svoje dijete/djecu (ako je ono/su ona kreirano/a). Simsi prolaze kroz četiri životna stadija: dijete, adolescent, odrasla osoba i ostarjela osoba. U toj opciji nije moguće kreirati novorođenče.
Osnovne potrebe Simsa su: Hygiene (higijena), Environment (okoliš), Bladder (mokraćni mjehur), Hungry (glad), Fun (zabava) i Energy (energija). U cjevčici je prikazano raspoloženje Simsa, od crvene do platinaste boje, po razinama. Moguće je, pri opciji Create-A-Family ili kada dijete prijeđe u adolescenta, odrediti aspiraciju: obitelj, ljubav, bogatstvo, znanje i popularnost. Kod aspiracijske cjevčice prikazane su Simove želje, koje, nakon što se izvrše, povećavaju aspiraciju, koja se prikazuje aspiraciju od crvene do platinaste boje. Ako je aspiracijska cjevčica platinaste boje, i cjevčica po kojoj je moguće zaključiti raspoloženje Simsa, je platinaste boje. Ako je aspiracijska cjevčica zlatne, zelene ili crvene boje, o tome neće ovisiti Simsovo raspoloženje. 
Djeca i adolescenti idu u školu, a odrasli su obično zaposleni (posao mogu dobiti preko novina ili računala). Svako dijete ili tinejdžer na početku igre ima prosječnu ocjenu C (3). Oni prelaze u viši razred ako urade cijelu domaću zadaću (100%) i ako u školu idu u dobrom raspoloženju, s prosječnom ocjenom koja postupno iz C (3) prelazi A+ (5+). Ipak, ako propuste školski autobus i ako ne urade domaću zadaću, padaju razred. Ako dijete uopće ne ide u školu ili ako ne piše domaće zadaće, socijalni radnik oduzme dijete obitelji. Ako se djetetovi roditelji intenzivno posvađaju, može doći do razvoda i tako može s djetetom živjeti samo majka ili otac.

## Radnja u Riley's Story
Glavni lik priče je Riley Harlow. Nakon što je izgubila posao, premještena je u kuću svoje tetke Sharon, u Four Corners. Nakon nekog vremena, zaljubila se u Mickeya Smitha, a poslije se saznalo da ima i drugog dečka Dylana Kincaida. To je Mickey jednom i saznao te je prekinuo vezu s Riley. Neko vrijeme družila je se s Dylanom, ali, kad je otišla u Corner Boutique, zapazila je Dylana kako flertuje s Ashley Sinclair. Potukli su se, a poslije tučnjave slučajno je na betonu našla 2000 Simoleonsa, koje je iskoristila za kupnju odjeće. Ubrzo nakon toga u posjet joj je došla strina Sharon priopćujući joj da su joj Dylan i Agora oteli milijun Simoleonsa i da je Dylan Riley pisao e-mailove pod Sharoninim imenom. Zbog toga je Dylan uhićen. Na kraju su se Mickey i Riley vjenčali, a ona je rodila bebu.

## Likovi u Vincent's story

### Vincent "Vince" Moore
Bogataš koji živi u Bitvillu i glavni lik priče. Na početku priče njegova kuća bila je u neredu. Prekinuo je vezu sa Samanthom Hayden nakon što ga je ona navela na prerano vjenčanje. Nakon toga često ju je sretao na javnim mjestima. U Baliwood Star Lanesu upoznao je Naomi Hunt, i uskoro je postao zaljubljen u nju. Ima aspiraciju bogatstva. 

### Naomi Hunt
Radi kao konobarica u Baliwood Star Lanesu i, nakon što je prekinuo vezu sa Samanthom, Vincentova djevojka. Odnosi između Naomi i Vincenta postupno su se sve više popravljali. Na kraju priče preselila se u Vincentovu kuću, no ubrzo nakon toga na nju je pao satelit. Srećom, kad je Vincent zamolio Crnog kosca da mu vrati Naomi, oživljena je. Ima aspiraciju obitelji.

### Samantha Hayden
Na početku priče Vincentova djevojka. Međutim, kad je rekla Vincentu da će se vjenčati za tri tjedna (od kada su se upoznali), Vincentu se to nije svidjelo i prekinuli su s vezom. U priči je nekoliko puta provaljivala u njegovu kuću te je zapalila tepih, dva puta pokvarila njegov stereo i to isto učinila s umivaonikom. Na kraju priče izbila je tučnjava između nje i Naomi, u kojoj je pobijedila Naomi. Ima aspiraciju ljubavi. 

### Greg Chomsky
Uz Shermana, Vincetov najbolji prijatelj. Pitao je Vincenta može li preuzeti brigu o njegovoj kući, no, bilo kako bilo, napustio je Vincentovu kuću u neredu. Ima aspiraciju popularnosti.

### Sheramn Boggle
Vincentov najbolji prijatelj. Ima aspiraciju znanja.

### Johnn Cullen
Samanthin sadašnji dečko. Na kraju priče između Johnnyja i Vincenta izbila je tučnjava u kojoj je Vincent pobijedio.

### Allexa Starr
Jedna od Vincentovih veza. Za vrijeme svoje veze zajedno su večerali i pili kavu u Don Calamariju, no za vrijeme večere zaspala je nad hranom (to se Simsima događa kad su veoma umorni). Ima aspiraciju ljubavi. 

### Sasha Aires
Materijalno mlada žena, također jedna od Vincentovih veza. Za vrijeme svoje veze kupovala je odjeću s Vincentom u Arcadium Plazi, koji ju je doživljavao kao najvažniju nakon svog bogatstva. Kao i Vincent, ima aspiraciju bogatstva.

### Dr. Maximillion Oglethorpe
Vincetov poznanik. On (Vincent) ga je upoznao sa Sashom. 

### Kendra Blaise
Misteriozna dama.

### Don Calamari
Vlasnik Don Calamarija, Vincetov poznanik.